# Lusius Quietus

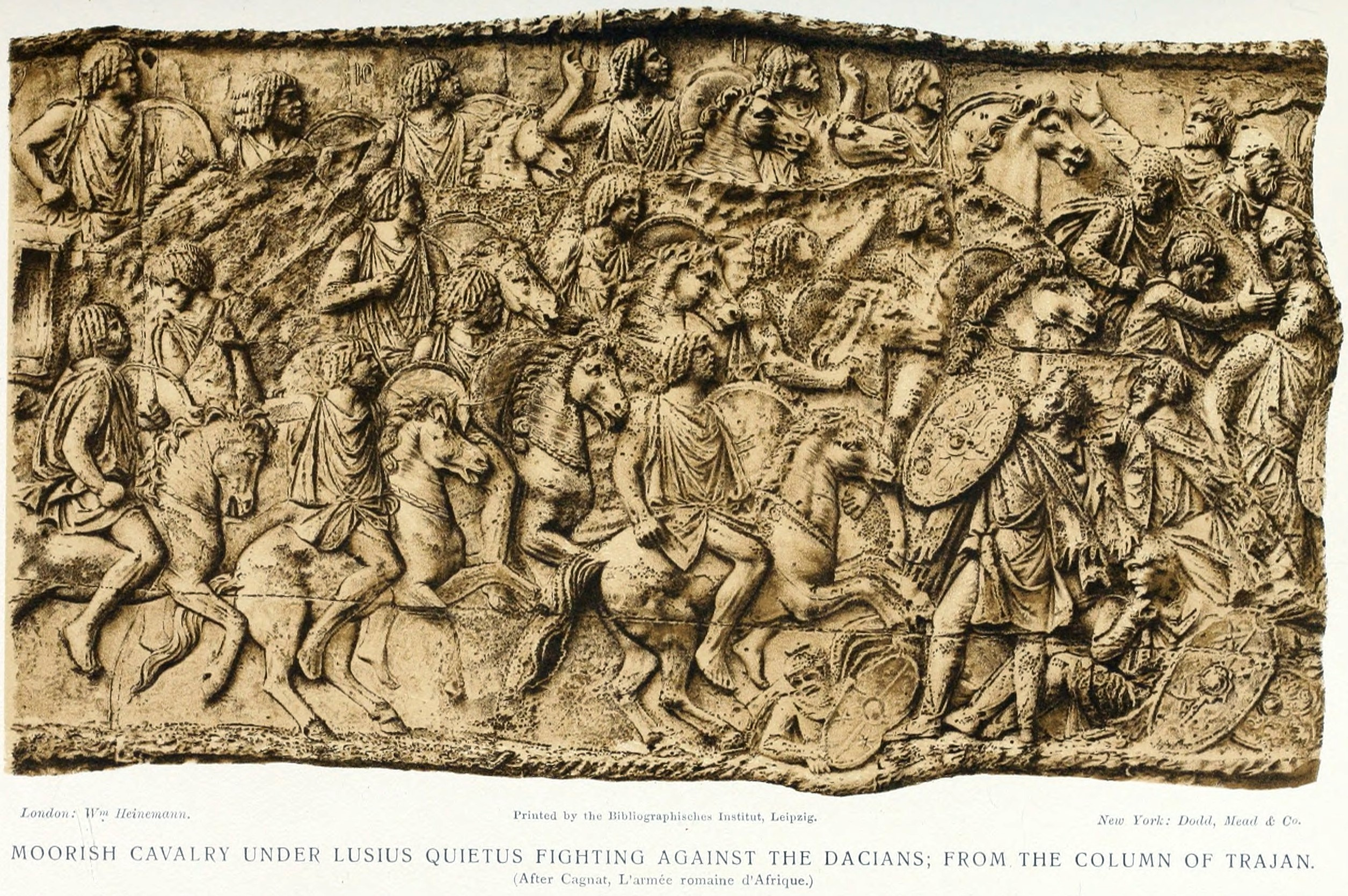
Quietus op de zuil van Trajanus

Lusius Quietus (~70 - 118) was een Romeins generaal en politicus. Hij behoorde tot de patriciërsstand. In sommige historische bronnen wordt hij abusievelijk aangeduid als Lucius Quietus.

## Berbergeneraal
Lusius Quietus was van Berberse afkomst, vermoedelijk uit een van de Mauritanische provinciae (Mauretania Caesariensis of Mauretania Tingitana). Onder keizer Domitianus was hij de aanvoerder van een cavalerie-eenheid bestaande uit zijn landgenoten, in Romeinse dienst, maar hij viel in ongenade. Vanwege zijn strategisch inzicht deed later Trajanus, die inmiddels keizer was geworden, toch weer een beroep op hem om mee te strijden in de Dacische Oorlogen, waar Quietus zich door zijn moed onderscheidde. Op de zuil van Trajanus staat Quietus afgebeeld aan het hoofd van zijn Noord-Afrikaanse cavalerie-eenheid.
Toen Trajanus tussen 113 en 115 ten strijde trok tegen de Parthen, vergezelde Quietus hem opnieuw als een van Trajanus' belangrijkste generaals. Verschillende Parthische steden werden door hem veroverd, waaronder Singara, Nisibis en Edessa. Hij werd een van de vertrouwelingen van Trajanus en volgens Themistius beschouwde Trajanus hem als een mogelijk opvolger.

## Strijd tegen de Joden
Rond diezelfde tijd braken er opstanden uit in de Joodse gemeenschappen op verschillende plaatsen in de Joodse diaspora (later bekend geworden als de Kitosoorlog). In Mesopotamia sloten de Joden zich aan bij anti-Romeinse strijders. Quietus kreeg van Trajanus de opdracht de opstand in de Joodse gemeenschap van Mesopotamia neer te slaan. Volgens Eusebius slaagde hij er ten koste van een groot bloedbad in de opstand te bedwingen.
Quietus werd beloond voor zijn succes door een benoeming als consul suffectus gedurende de eerste maanden van 117. Aansluitend stelde Trajanus hem aan als legatus Augusti pro praetore van Judea. Passages in Joodse Rabbijnse bronnen doen vermoeden dat Quietus zich ook hier onderscheidde door een hardvochtig optreden tegen de Joden.

## Verdacht van samenzwering en vermoord
Toen Trajanus later dat jaar echter overleed en werd opgevolgd door Hadrianus, werd Quietus weer uit dit ambt ontheven. Daarop keerde hij terug naar Noord-Afrika. In Rome bestond echter het vermoeden dat Quietus koningsambities koesterde en van plan was in opstand te komen tegen Rome. Daarom riep de Senaat hem terug naar Rome om zich te verantwoorden.
Rond diezelfde tijd werd echter een samenzwering tegen Hadrianus ontdekt. Quietus werd, samen met nog drie andere senatoren van consulaire statuur, verdacht van betrokkenheid. De Senaat besloot dat alle vier de senatoren op last van hoogverraad moesten worden geëxecuteerd. Quietus werd omgebracht in begin 118, nog voordat hij vanuit Noord-Afrika in Rome was aangekomen. Vermoedelijk werd een damnatio memoriae over hem uitgesproken. Een in Judea gevonden inscriptie met een uitgewiste naam die oorspronkelijk een vermelding van Quietus bevat lijkt te hebben (C.I.G. 4616) pleit voor dit vermoeden.

## Antieke bronnen
- Cassius Dio, LXVIII 22.2; 30.1-2; 32.4; LXIX 2.5
- Eusebius, Historia Ecclesiastica IV 2.5
- Historia Augusta, Hadrianus 5.8; 7.1-2 (vgl. 9.3)
- Themistius, Orat. XVI 205
- Orosius VII 12
- Talmoed, Sotah IX 14
- Seder 'Olam Rabba